# Los Talibanes
Ne doit pas être confondu avec Talibans.
Los Talibanes (Les Talibans en français), plus rarement nommé Los Nortes, est un cartel mexicain actif dans les États de San Luis Potosi et de Zacatecas. Il est issu d'une division de Los Zetas.

## Histoire
Los Talibanes sont formés dans l'État de Tamaulipas par Iván « El Talibán » Velázquez Caballero (son surnom, « Le Taliban », provient de son habitude de décapiter ses ennemis et les civils qui ne payaient pas les frais d'extorsion). Iván Velázquez Caballero est membre de Los Zetas jusqu'en 2012, année durant laquelle il lutte contre les frères Miguel Treviño Morales et Omar Treviño Morales, leaders de Los Zetas. El Talibán avait annoncé son mécontentement à l'égard de Miguel Treviño Morales depuis la fin de l'année 2011, par le biais de messages placées dans plusieurs villes du nord-est du Mexique et de vidéos postées sur les réseaux sociaux,.
Iván Velázquez Caballero est arrêté le 26 septembre 2012, dans l'Etat de San Luis Potosí, par des fonctionnaires mexicains. Les autorités mexicaines déclarent que la Drug Enforcement Administration américaine a soutenu cette arrestation grâce au partage de renseignements. Il est extradé aux États-Unis en 2013 et condamné en 2017 à 30 ans de prison,.
La direction du cartel est reprise par Juan Daniel « El Talibancillo » Velázquez Caballero, frère d'Iván Velázquez Caballero. El Talibancillo est arrêté, le 8 avril 2015 à Cancún, aux côtés de deux de ses neveux,.
Dans une vidéo publiée en juin 2018, un membre de Los Talibanes met en scène l'exécution d'un membre présumé du Cartel du Golfe.
Le 5 février 2019, Pedro Carrizales, membre du Congrès de San Luis Potosí, est victime d'une tentative d'assassinat. D'après le journaliste Óscar Balderas, Los Talibanes sont derrière cette attaque. Il affirme aussi qu'ils sont coupables de la décapitation d'au moins 30 personnes et de les avoir laissés devant des mairies zacatecanas. Le groupe est alors désigné comme un des responsables de l'augmentation de la violence dans les États de San Luis Potosi et de Zacatecas. La même année, Jaime Pineda Arteaga, secrétaire à la sécurité publique de San Luis Potosí, révèle que l'organisation criminelle a infiltré plusieurs polices de l’État (dans les villes de Ciudad del Maíz, d'El Naranjo et de Cárdenas) et que les maires des trois municipalités concernées ont refusé de révéler le nombre de membres du cartel qu'ils ont employés,,,.
Une vidéo circulant en juin 2019, montre l'exécution d'un membre présumé de Los Talibanes par le Cartel du Golfe.
Le groupe serait dirigé par le fils d'Iván Velázquez Caballero, Raúl « El Talibancito » Velázquez Caballero.

## Territoire
Los Talibanes est un cartel local selon José Rafael Ojeda Durán, secrétaire à la Marine. Créé dans l'État de Tamaulipas, il est principalement actif dans les États de San Luis Potosi et de Zacatecas. A Salinas de Hidalgo, San Luis Potosi, Los Talibanes opéreraient avec le Cartel de Jalisco Nouvelle Génération et le Cartel du Golfe, tandis que dans deux autres villes potosinas, Santo Domingo et Villa de Ramos, ils travailleraient avec le Cartel du Golfe.

## Divisions du Cartel du Golfe
- Cartel du Golfe (années 1970 - en cours)
  - Grupo Sombra
  - Los Ciclones
  - Los Escorpiones
  - Los Metros (années 1990 - en cours)
  - Los Rojos
  - Los Zetas (1999 - 2014)
    - Los Zetas Vieja Escuela
    - Cartel du nord-est (2014 - en cours)
      - La Tropa del Infierno

    - Los Talibanes (2012 - en cours)
    - Sangre Nueva Zeta (2019 - en cours)